# Gigny-Bussy
Pour les articles homonymes, voir Bussy.
Gigny-Bussy est une commune française, située dans le département de la Marne en région Grand Est.

## Géographie
| Saint-Chéron | Arzillières-Neuville | Saint-Remy-en-Bouzemont-Saint-Genest-et-Isson |
| Somsois      | Gigny-Bussy          |                                               |
| Lignon       | Brandonvillers       | Drosnay                                       |

### Hydrographie
La commune est dans la région hydrographique « la Seine de sa source au confluent de l'Oise (exclu) » au sein du bassin Seine-Normandie. Elle est drainée par le ruisseau de l'Étang Derzine, le canal 01 des Hautes Véneries, le cours d'eau 01 du Champ des Dames, le Fossé 01 de la Formerie, le Fossé 01 de l'Étang Brûle, le Fossé 01 de l'Étang de la Noue Allard, le Fossé 01 de l'Étang des Forêts, le Fossé 01 du Bois de Bussy, le Fossé 01 du Bois de la Haute Haie, le ruisseau de la Fontaine Laulnaie et le ruisseau de Sainte-Petronille,.
Le ruisseau de l'Étang Derzine, d'une longueur de 11 km, prend sa source dans la commune de Margerie-Hancourt et se jette  dans l'Isson à Saint-Remy-en-Bouzemont-Saint-Genest-et-Isson, après avoir traversé quatre communes. 

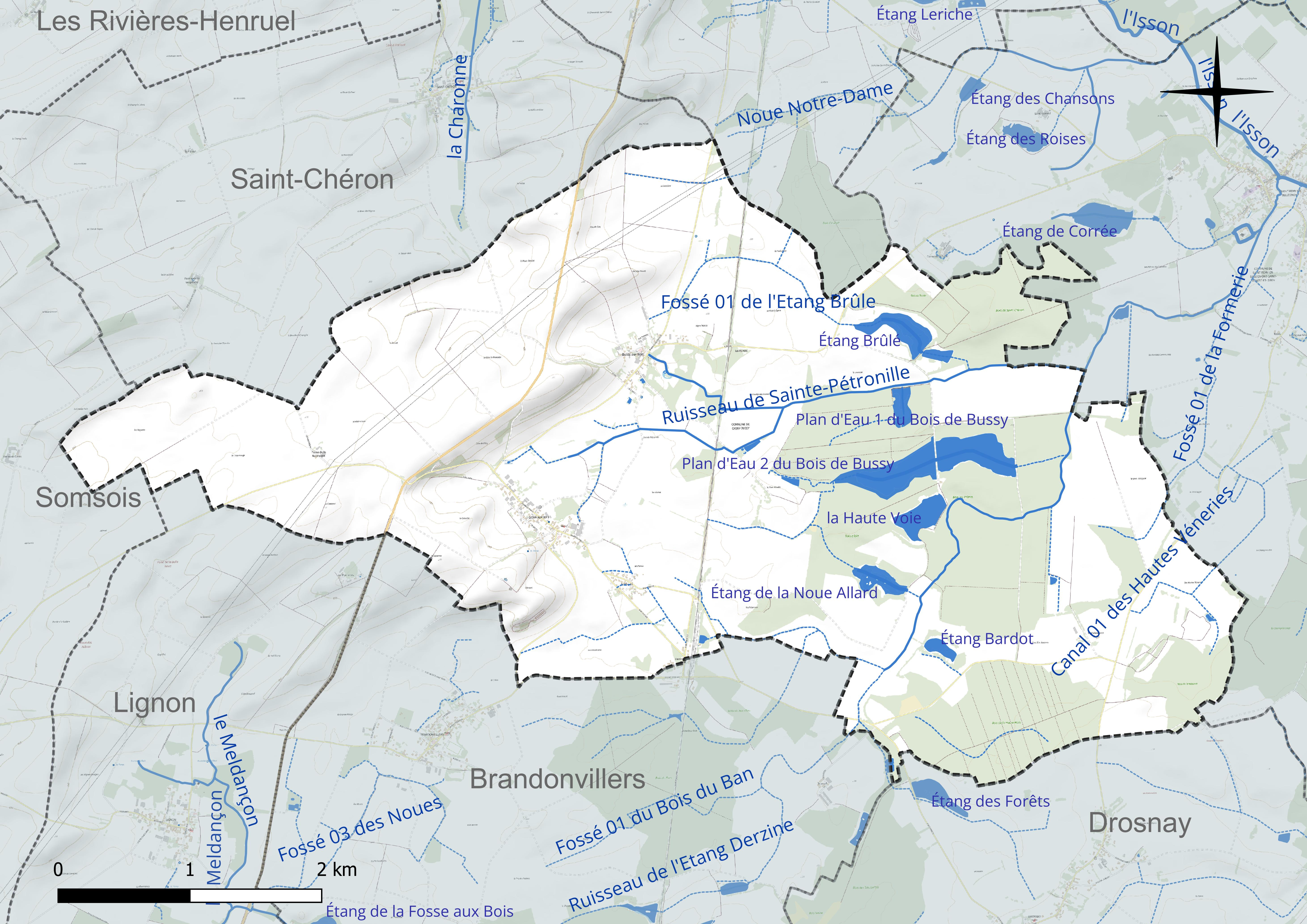
Réseau hydrographique de Gigny-Bussy.

Sept plans d'eau complètent le réseau hydrographique : la Haute Voie (6,9 ha), le plan d'eau 1 du Bois de Bussy (3,5 ha), le plan d'eau 2 du Bois de Bussy (14,5 ha), le plan d'eau 3 du Bois de Bussy (12,9 ha), l'étang Bardot (2,1 ha), l'étang Brûlé (8,2 ha) et l'étang de la Noue Allard (5,1 ha),.

### Climat
Pour des articles plus généraux, voir Climat du Grand Est et Climat de la Marne.
En 2010, le climat de la commune est de type climat océanique dégradé des plaines du Centre et du Nord, selon une étude du Centre national de la recherche scientifique s'appuyant sur une série de données couvrant la période 1971-2000. En 2020, Météo-France publie une typologie des climats de la France métropolitaine dans laquelle la commune est exposée à un climat océanique altéré et est dans la région climatique Nord-est du bassin Parisien, caractérisée par un ensoleillement médiocre, une pluviométrie moyenne régulièrement répartie au cours de l’année et un hiver froid (3 °C).
Pour la période 1971-2000, la température annuelle moyenne est de 10,7 °C, avec une amplitude thermique annuelle de 16 °C. Le cumul annuel moyen de précipitations est de 765 mm, avec 11,8 jours de précipitations en janvier et 8,4 jours en juillet. Pour la période 1991-2020, la température moyenne annuelle observée sur la station météorologique de Météo-France la plus proche, « Frignicourt », sur la commune de Frignicourt à 11 km à vol d'oiseau, est de 11,5 °C et le cumul annuel moyen de précipitations est de 694,6 mm. 
La température maximale relevée sur cette station est de 41,7 °C, atteinte le 25 juillet 2019 ; la température minimale est de −22 °C, atteinte le 9 janvier 1985,,.
Les paramètres climatiques de la commune ont été estimés pour le milieu du siècle (2041-2070) selon différents scénarios d'émission de gaz à effet de serre à partir des nouvelles projections climatiques de référence DRIAS-2020. Ils sont consultables sur un site dédié publié par Météo-France en novembre 2022.

## Urbanisme

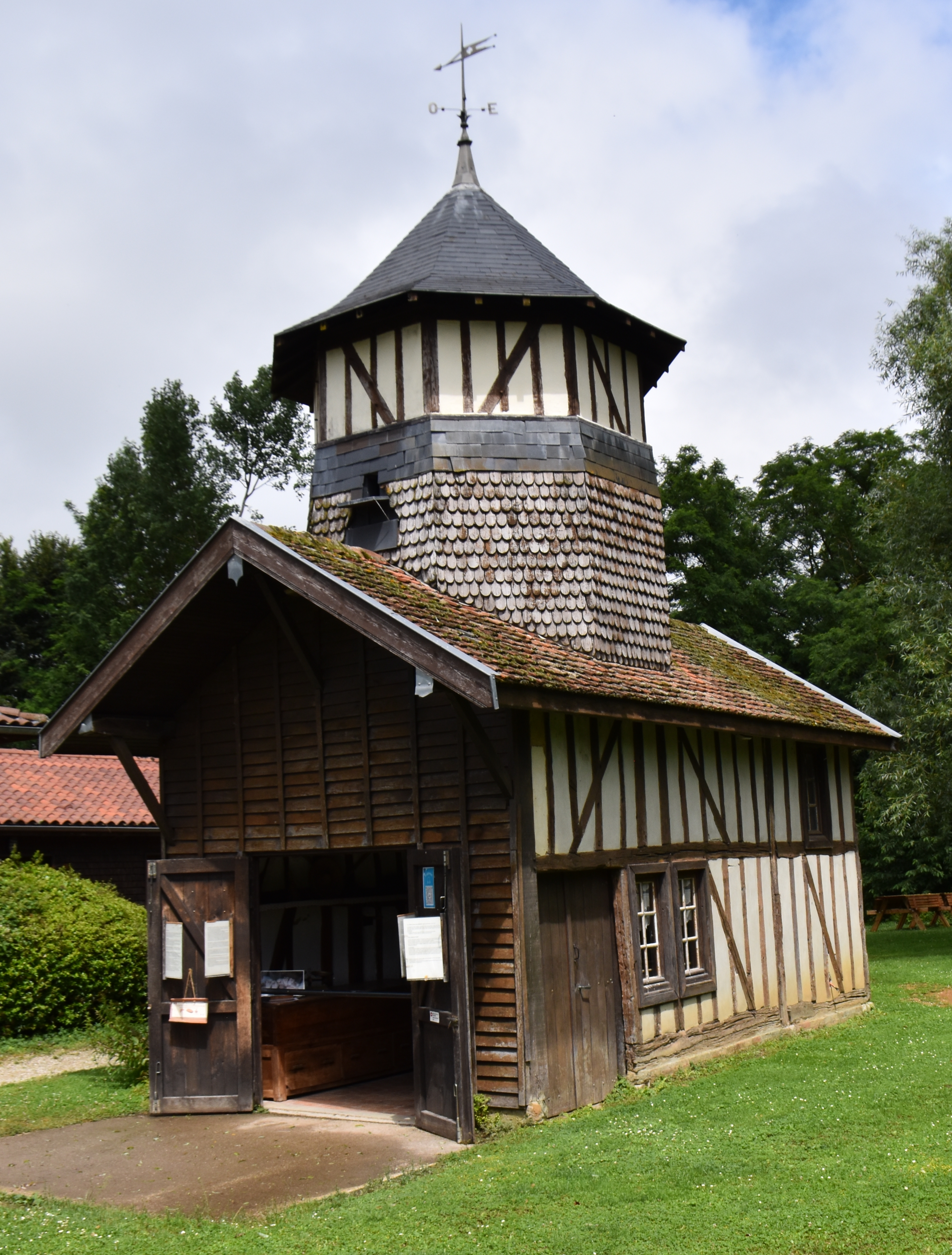
Pigeonnier construit à Gigny-Bussy en 1792 et reconstruit sur le site du Musée du Der en 1980.

### Typologie
Au 1er janvier 2024, Gigny-Bussy est catégorisée commune rurale à habitat dispersé, selon la nouvelle grille communale de densité à sept niveaux définie par l'Insee en 2022.
Elle est située hors unité urbaine. Par ailleurs la commune fait partie de l'aire d'attraction de Vitry-le-François, dont elle est une commune de la couronne,. Cette aire, qui regroupe 73 communes, est catégorisée dans les aires de moins de 50 000 habitants,.

### Occupation des sols
L'occupation des sols de la commune, telle qu'elle ressort de la base de données européenne d’occupation biophysique des sols Corine Land Cover (CLC), est marquée par l'importance des territoires agricoles (75,5 % en 2018), une proportion sensiblement équivalente à celle de 1990 (75,2 %). La répartition détaillée en 2018 est la suivante :
terres arables (57,7 %), forêts (17,9 %), zones agricoles hétérogènes (11,3 %), prairies (6,5 %), milieux à végétation arbustive et/ou herbacée (3,8 %), eaux continentales (1,7 %), zones humides intérieures (1,1 %). L'évolution de l’occupation des sols de la commune et de ses infrastructures peut être observée sur les différentes représentations cartographiques du territoire : la carte de Cassini (XVIIIe siècle), la carte d'état-major (1820-1866) et les cartes ou photos aériennes de l'IGN pour la période actuelle (1950 à aujourd'hui).

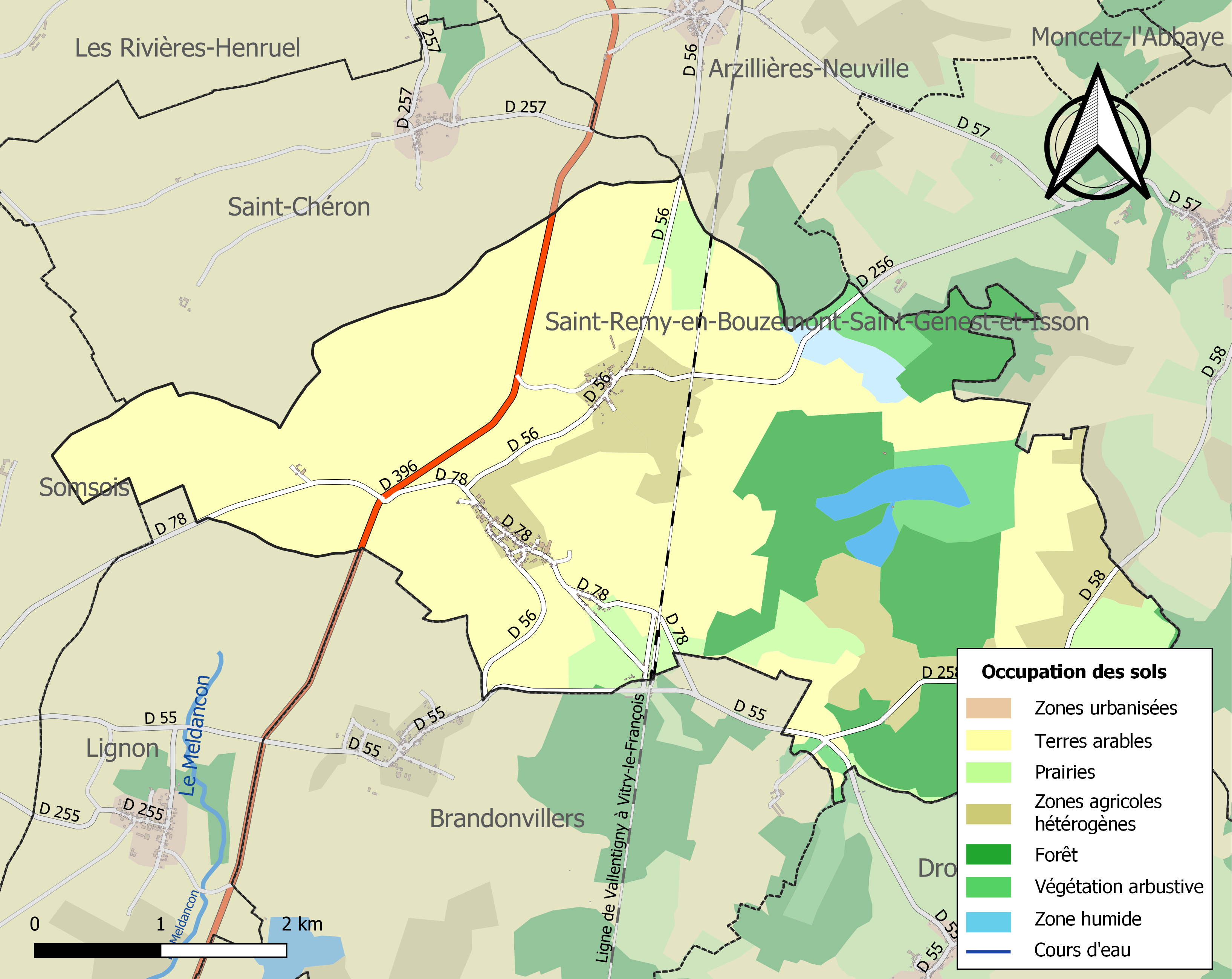
Carte des infrastructures et de l'occupation des sols de la commune en 2018 (CLC).

## Toponymie
Gigny est attesté sous la forme Gigni (1167) ; Gigny-aux-Bois.

Bussy est attesté sous la forme Buxiacum (1252) ; Bussy-aux-Bois.

Du latin buxus « buis » et du suffixe latin -utum ; « ensemble de buis ».

## Histoire
Cette commune est issue de la fusion des communes de Gigny-aux-Bois et Bussy-aux-Bois en 1966.

## Politique et administration

### Intercommunalité
La commune, qui n'était membre d'aucune intercommunalité, a été rattachée le 1er janvier 2014, dans le cadre des prévisions du schéma départemental de coopération intercommunale (SDCI) de la Marne du 15 décembre 2011, la nouvelle communauté de communes Perthois-Bocage et Der.
| Période                                  | Période    | Identité          | Étiquette | Qualité |
| ---------------------------------------- | ---------- | ----------------- | --------- | --- |
| Les données manquantes sont à compléter. |            |                   |           | |
| 1875                                     | après 1877 | Martinot          |           | |
| 1971                                     | ?          | Jean Menissier    |           | |
| mars 2001                                | En cours   | Pascale Chevallot | PS        | Enseignante de collège Présidente de la CC Perthois-Bocage et Der (2014 → ) Réélue pour le mandat 2020-2026, |

## Équipements et services publics

### Eau et déchets
Le service public des déchets est assuré par le Syndicat mixte du Sud-Est Marnais (SYMSEM), qui a mis en place une redevance incitative. La collecte des ordures ménagères résiduelles (en bacs noirs pucés ou en sacs prépayés rouges) et des emballages ménagers recyclables (en sacs jaunes) est réalisée en porte à porte. Le SYMSEM adhérant au syndicat de valorisation des ordures ménagères de la Marne (SYVALOM), ces déchets sont amenés en centre de transfert à Sainte-Menehould ou Vitry-en-Perthois, puis valorisés sur le site de La Veuve. La collecte du verre se fait en apport volontaire, avant transformation dans une usine de Reims.
Pour les déchets volumineux ou dangereux, le SYMSEM met à disposition de ses habitants une plateforme de déchets verts et gravats, à Saint-Amand-sur-Fion, ainsi que 12 déchèteries, à Arrigny, Courtisols, Givry-en-Argonne, Mairy-sur-Marne, Pargny-sur-Saulx, Pogny, Sainte-Menehould, Thiéblemont-Farémont, Valmy, Vanault-les-Dames, Villers-en-Argonne et Ville-sur-Tourbe. Par convention entre le SYMSEM et la Communauté de communes Vitry, Champagne et Der, les habitants de Gigny-Bussy ont également accès à la déchèterie de Somsois.

### Postes et télécommunications
Quatre boîtes aux lettres de La Poste se trouvent sur le territoire de la commune: rue Marcel Bailly, rue du Paquis, rue Sainte Petronille et au Hameau de la Gare. Le bureau de poste le plus proche est situé à Saint-Remy-en-Bouzemont, à environ 6 km de Gigny-Bussy.

### Justice, sécurité et secours
Du point de vue judiciaire, Gigny-Bussy relève du conseil de prud'hommes, du tribunal de commerce, du tribunal judiciaire, du tribunal paritaire des baux ruraux et du tribunal pour enfants de Châlons-en-Champagne, dans le ressort de la cour d'appel de Reims. Pour le contentieux administratif, la commune dépend du tribunal administratif de Châlons-en-Champagne et de la cour administrative d'appel de Nancy.
Gigny-Bussy est située en secteur Gendarmerie nationale et dépend de la brigade de Saint-Remy-en-Bouzemont-Saint-Genest-et-Isson.
En matière d'incendie et de secours, la caserne la plus proche est celle de Saint-Remy-en-Bouzemont, rattachée au Service départemental d'incendie et de secours (SDIS) de la Marne.

## Démographie
L'évolution du nombre d'habitants est connue à travers les recensements de la population effectués dans la commune depuis 1793. Pour les communes de moins de 10 000 habitants, une enquête de recensement portant sur toute la population est réalisée tous les cinq ans, les populations de référence des années intermédiaires étant quant à elles estimées par interpolation ou extrapolation. Pour la commune, le premier recensement exhaustif entrant dans le cadre du nouveau dispositif a été réalisé en 2007.

En 2022, la commune comptait 227 habitants, en stagnation par rapport à 2016 (Marne : −1,19 %, France hors Mayotte : +2,11 %).
| 1793 | 1800 | 1806 | 1821 | 1831 | 1836 | 1841 | 1846 | 1851 |
| ---- | ---- | ---- | ---- | ---- | ---- | ---- | ---- | ---- |
| 249  | 317  | 284  | 347  | 327  | 336  | 315  | 310  | 344  |

| 1856 | 1861 | 1866 | 1872 | 1876 | 1881 | 1886 | 1891 | 1896 |
| ---- | ---- | ---- | ---- | ---- | ---- | ---- | ---- | ---- |
| 306  | 298  | 297  | 295  | 299  | 323  | 322  | 304  | 322  |

| 1901 | 1906 | 1911 | 1921 | 1926 | 1931 | 1936 | 1946 | 1954 |
| ---- | ---- | ---- | ---- | ---- | ---- | ---- | ---- | ---- |
| 300  | 270  | 272  | 266  | 268  | 234  | 241  | 229  | 222  |

| 1962 | 1968 | 1975 | 1982 | 1990 | 1999 | 2006 | 2007 | 2012 |
| ---- | ---- | ---- | ---- | ---- | ---- | ---- | ---- | ---- |
| 222  | 259  | 241  | 241  | 244  | 243  | 248  | 249  | 231  |

| 2017 | 2022 | - | - | - | - | - | - | - |
| ---- | ---- | - | - | - | - | - | - | - |
| 228  | 227  | - | - | - | - | - | - | - |

## Lieux et monuments
- Église Saint-Denis de Bussy-aux-Bois

## Personnalités liées à la commune
Le sculpteur et graveur médailleur Max Leognany (1913 - 1994) vécut à Bussy-aux-Bois et est inhumé dans le cimetière communal.

## Sources